# Croton xanthochylus
Croton xanthochylus är en törelväxtart som beskrevs av Léon Camille Marius Croizat. Croton xanthochylus ingår i släktet Croton och familjen törelväxter. Inga underarter finns listade i Catalogue of Life.